# Olivia Lincer
Olivia Lincer (* 17. Dezember 2004 in Windsor, Connecticut) ist eine polnische Tennisspielerin.

## Karriere
Lincer begann mit fünf Jahren das Tennisspielen und bevorzugt Rasenplätze. Sie spielt bislang vor allem Turniere der ITF Women’s World Tennis Tour, wo sie bisher zwei Einzeltitel gewinnen konnte.
Sie begann als Kind in Neuengland das Tennisspielen, wo sie bereits in Turnieren der U12 beachtliche Erfolge erzielen konnte. An ihrem dreizehnten Geburtstag beschloss sie in die Altersklasse der U18 zu wechseln und gewann bis zu ihrem fünfzehnten Geburtstag vier der New England Super Six Championships in der Altersklasse U18.
2021 erreichte sie Ende November beim ITF-Turnier in Guatemala erstmals das Finale eines W15-Turniers, das sie gegen Hurricane Tyra Black mit 5:7 und 3:6 verlor.
2022 erreichte sie im Juniorinneneinzel von Wimbledon mit Siegen über Sara Saito und Johanne Svendsen das Achtelfinale, wo sie gegen Victoria Mboko mit 0:6, 7:68 und 4:6 verlor. Im Juniorinnendoppel erreichte sie mit Partnerin Renáta Jamrichová mit einem Sieg über die Paarung Sofia Johnson und Daniela Piani ebenso das Achtelfinale, wo die beiden gegen Nikola Bartůňková und Céline Naef mit 6:4, 3:6 und [4:10] verloren. Im August 2022 erreichte sie über die Qualifikation das Hauptfeld der mit 100.000 US-Dollar dotierten Kozerki Open, wo sie dann aber in der ersten Runde ihrer Landsfrau Weronika Falkowska mit 4:6 und 0:6 unterlag. Bei den US Open gewann sie ihr erstes Match in der Qualifikation, verlor aber dann in der zweiten Runde und konnte somit nicht in das Hauptfeld des Juniorinneneinzel einziehen.

## College Tennis
Lincer spielt seit 2022 für die Damentennismannschaft der Knights der University of Central Florida (UCF).

## Turniersiege

### Einzel
| Nr. | Datum            | Turnier       | Kategorie | Belag     | Finalgegnerin          | Ergebnis       |
| --- | ---------------- | ------------- | --------- | --------- | ---------------------- | -------------- |
| 1.  | 16. Juni 2024    | Santo Domingo | ITF W15   | Hartplatz | Katja Wiersholm        | 7:64, 6:1      |
| 2.  | 1. Dezember 2024 | Santo Domingo | ITF W35   | Hartplatz | Carlota Martínez Círez | 7:69, 3:6, 6:3 |

## Privates
Olivia ist die Tochter von Magic Lincer und hat eine jüngere Schwester Karolina. Sie trainiert an der Magic Lincer Tennis Academy ihres Vaters.